# سيرة مرغ
سيرة مرغ هي قرية في مقاطعة سردشت، إيران. يقدر عدد سكانها بـ 58 نسمة بحسب إحصاء 2016.